# چیکسندز
چیکسندز (به انگلیسی: Chicksands) یک روستا در بریتانیا است که در Campton and Chicksands واقع شده‌است. چیکسندز ۱٬۶۹۹ نفر جمعیت دارد.